# Champagnac-la-Noaille
Champagnac-la-Noaille – miejscowość i gmina we Francji, w regionie Nowa Akwitania, w departamencie Corrèze.
Według danych na rok 1999 gminę zamieszkiwało 190 osób, a gęstość zaludnienia wynosiła 7 osób/km² (wśród 747 gmin Limousin Champagnac-la-Noaille plasuje się na 413. miejscu pod względem liczby ludności, natomiast pod względem powierzchni na miejscu 250.).

## Populacja

Populacja Champagnac-la-Noaille w latach 1962–2008